# 마르샬라 포크리시키나역
마르샬라 포크리시키나 역(러시아어: Маршала Покрышкина)은 러시아 노보시비르스크주 노보시비르스크에 있는 노보시비르스크 지하철 제르진스카야 선의 역이다. 2000년 12월 28일에 개통되었다.